# Mohammed Al-Fatil
Mohammed Al-Fatil, né le 4 janvier 1992 à Qatif en Arabie saoudite, est un footballeur international saoudien. Il évolue au poste de défenseur central avec le club d'Al-Nassr FC.

## Biographie

### En club
Al Fatil a commencé sa carrière au Al-Taraji dans sa ville natale de Qatif. Le 31 mai 2009, Al Fatil a signé avec Al-Ahli et a rejoint leur équipe de jeunes,. Al Fatil a signé son premier contrat professionnel avec le club, aux côtés de 27 autres joueurs, le 25 juin 2012. Le 11 janvier 2015, Al Fatil a signé un nouveau contrat de trois ans avec Al-Ahli,,. Le 3 mai 2018, Al Fatil a prolongé son contrat avec Al-Ahli pour trois ans supplémentaires. Le 4 août 2021, Al Fatil a rejoint Al-Nassr,.

### En équipe nationale
Avec les moins de 20 ans, il participe à la Coupe du monde des moins de 20 ans en 2011. Lors de cette compétition, il joue quatre matchs, inscrivant un but contre le Guatemala. L'Arabie saoudite est battue en huitièmes de finale par le Brésil.
Il joue son premier match en équipe d'Arabie saoudite le 15 décembre 2012, en amical contre la Zambie (victoire 2-1).

## Palmarès
Avec l'Al-Ahli Djeddah
- 1 coupe du Prince Fayçal en 2014-2015
- King Cup en 2016

- Champion d'Arabie saoudite en 2016
- Vice-champion d'Arabie saoudite en 2012 et 2017
- Finaliste de la Coupe du Roi des champions d'Arabie saoudite en 2017

- Vainqueur de la Supercoupe d'Arabie saoudite en 2016

Avec Al-Nassr
- Ligue des champions Arabe en 2023